# Liocolpodes
Liocolpodes is een geslacht van kevers uit de familie van de loopkevers (Carabidae). De wetenschappelijke naam van het geslacht is voor het eerst geldig gepubliceerd in 1985 door Basilewsky.

## Soorten
Het geslacht Liocolpodes omvat de volgende soorten:
- Liocolpodes caraboides (Alluaud, 1909)
- Liocolpodes perspinosus Basilewsky, 1985
- Liocolpodes spinosus Basilewsky, 1985